# Club Basquet Coruña
El Club Básquet Coruña, por razones de patrocinio Leyma Coruña, es un equipo de baloncesto español con sede en la ciudad gallega de La Coruña. Fundado en 1996 tras la fusión de dos equipos de la zona,actualmente compite en la Primera FEB, la segunda categoría española.

## Historia
El Club Básquet Coruña nace en junio de 1996 de la unión del equipo de Liga EBA de Arteijo y del Club Baloncesto Ventorrillo de La Coruña.
En aquel momento el equipo de baloncesto de La Coruña C.A.B., pierde la categoría en Liga EBA y desaparece. Directivos, entrenadores y jugadores de La Coruña, inician este proyecto con un claro objetivo, recuperar el prestigio y la afición al baloncesto en la ciudad.
Comienza en la Liga EBA 1996/1997 con un séptimo puesto en la fase regular, con Javier Castroverde como entrenador, cargo que ostentaría durante dos temporadas. En la siguiente, ya se proclama campeón de la conferencia norte de la Liga EBA y semifinalista de la fase final, cayendo ante el Llobregat.
Ya en la temporada 1997/1998, repite con el título de la conferencia norte de la Liga EBA, llega a la semifinal nacional, siendo derrotado por el Abeconsa Ferrol, lo que le priva del ascenso directo. Su condición de semifinalista de la Liga EBA, le permite finalmente su ascenso a la LEB Oro, en la temporada 1998/1999, logrando el puesto 13 en la fase normal. En el Play out se impone a Inca por 3-1.
En la 1999/2000, Juan Díaz sustituye a Javier Castroverde como primer entrenador y el equipo repite puesto, el 13, pero no hay “play out” al formarse la LEB-2.
En la 2000/2001 logra la permanencia en la LEB Oro al derrotar en el “play off” de descenso al Abeconsa Ferrol por 3-0 y en la 2001/2002 vuelve a sufrir para lograr la permanencia, logrando vencer en la eliminatoria de descenso al Cajasur de Córdoba aunque problemas económicos obligan a vender la plaza en la LEB Oro al CAI Zaragoza e inscribir al primer equipo en Liga EBA gracias al ascenso desde 1.ª división del equipo filial dirigido por Javier Rodríguez.
En la 2002/2003 Juan Díaz deja el equipo y el hasta ese momento su entrenador ayudante Miguel Ángel Hoyo se convierte en entrenador principal, obtiene el 4.º puesto en el grupo 1 lo que lo deja a las puertas de jugar el “play off” de ascenso.
Un año más tarde en la 2003/2004, y esta vez bajo las órdenes de Javier Rodríguez, logra el objetivo de alcanzar las eliminatorias por el ascenso e incluso logra una plaza de ascenso tras vencer a Sabadell pero problemas administrativos le hacen perder la plaza conquistada en la pista y obliga a afrontar el próximo año desde Sénior zonal. Se llega a un acuerdo de colaboración con el club Atlántico Coruña Baloncesto, recién ascendido a 1.ª división y se sale en esa categoría. Únicamente disputó una temporada ya que consiguió el ascenso con Nacho Rama como entrenador, a la Liga EBA.
La temporada 2005/2006 comienza una nueva etapa con Antonio Pérez en el banquillo, alcanza el 8.º puesto en el grupo A de la Liga EBA con 15 victorias y 15 derrotas, un año más tarde se queda a las puertas del ascenso a la LEB-2 después de quedar en 2.ª posición en la temporada regular del grupo A y derrotar en los “play off” a Ávila y Olivar, para perder en el partido decisivo frente a Santa Pola.
La temporada siguiente juega la LEB Bronce, categoría de reciente creación y contra todo pronóstico el equipo consigue el ascenso a LEB Plata tras derrotar en los “play off” al filial del Real Madrid y en la final al potente Balneario de Archena.
La temporada 2008/2009 es la temporada del debut en LEB Plata y el equipo quedó clasificado en 15.º lugar, mientras que las tres siguientes temporadas, también en LEB Plata quedó en 9.º, 12.º y 5.º puesto respectivamente.
En la temporada 2012/2013, el Leyma Natura Básquet Coruña disputa la Adecco LEB Oro, dirigido por Antonio Herrera desde el banquillo, y logra alcanzar los playoffs de ascenso a ACB, perdiendo frente al River Andorra en la eliminatoria de los cuartos de final en el quinto partido.
En la temporada 2013/2014, el primer equipo dirigido por Tito Díaz, entrenó al primer equipo durante 4 temporadas en las que en 3 de ellas se alcanzó el Play Off de Ascenso a la Liga ACB; llegando incluso a disputar las semifinales por el ascenso contra Melilla Baloncesto, lo que era, hasta ese momento; la mejor clasificación histórica del club.
Desde el año 2017 hasta 2019, el entrenador fue Gustavo Aranzana, un referente del baloncesto español, con él, en la temporada 2017-2018, el equipo alcanzó los playoffs de ascenso nuevamente, cayendo en el quinto partido frente al Bàsquet Manresa, equipo que, a posteriori alcanzaría el ascenso a la Liga ACB.
En la temporada 2018-2019, el equipo quedó fuera de los playoffs de ascenso, motivo por el que el club decidió no renovar a Gustavo Aranzana.
Para la temporada 2019-2020, el club inicia una nueva e ilusionante etapa como Sociedad Anónima Deportiva (SAD) con el objetivo de llegar algún día a la liga ACB. Esa temporada logra su mejor clasificación histórica hasta ahora, una tercera posición, aunque no se disputaron los playoffs de ascenso por la situación sanitaria.
En la temporada 2020-2021 el club dirigido por Sergio García vuelve a alzarse en la tercera plaza, llegando a disputar las semifinales por el ascenso, siendo su mejor resultado histórico hasta la fecha.
La temporada 2021-2022, por contra, fue algo más compleja. El equipo finalizó en la séptima posición y quedó emparejado con el Bàsquet Girona de Marc Gasol, quedando la serie por 3-0 a favor del equipo catalán, en gran parte por la presencia del ex-NBA. Con ello, se concluye la temporada y se anuncia que Sergio García no continuará al frente del equipo por mutuo acuerdo.
En la temporada 2023-2024, con Diego Epifanio como entrenador, el primer equipo del Leyma Básquet Coruña finaliza la temporada como líder de la LEB Oro con un total de 61 puntos en la clasificación (tras ganar 27 de los 34 partidos de la liga regular). Precisamente, en la trigésimo cuarta jornada consigue el ascenso a la Liga Endesa tras vencer al Melilla en su casa (con un marcador de 74-80).
La temporada 2024-25 será la primera en la que el Básquet Coruña milite en la ACB, y además marcará nuevamente la presencia de un club coruñés en la máxima categoría del baloncesto español desde el Bosco Revoltosa en la temporada 1968-1969.Este ascenso conlleva que los partidos se tengan que disputar en el Coliseum debido a los requisitos mínimos exigidos por la ACB y la alta demanda de abonados. En su debut derrotó en casa al campeón de la temporada anterior, el Real Madrid, por 86-85, con un triple y tiro libre adicional de Yunio Barrueta a falta de 2 segundos para el final.

## Resultados por temporada
| Temporada | Nivel                               | Liga                                | Pos.                                | Eventos                             |
| --------- | ----------------------------------- | ----------------------------------- | ----------------------------------- | ----------------------------------- |
| 1996–97   | 3                                   | Liga EBA                            | 1.°                                 | Ascenso                             |
| 1997–98   | 3                                   | Liga EBA                            | 1.°                                 | Play off de ascenso                 |
| 1998–99   | 2                                   | LEB Oro                             | 13.°                                | Play off de descenso                |
| 1999–00   | 2                                   | LEB Oro                             | 13.°                                | –                                   |
| 2000–01   | 2                                   | LEB Oro                             | 14.°                                | Play off de descenso                |
| 2001-02   | 2                                   | LEB Oro                             | 15.°                                | Descenso                            |
| 2002–03   | 4                                   | Liga EBA                            | 4.°                                 | –                                   |
| 2003–04   | 4                                   | Liga EBA                            | 3.°                                 | Playo off de ascenso                |
| 2004–05   | No participó en ninguna competición | No participó en ninguna competición | No participó en ninguna competición | No participó en ninguna competición |
| 2005–06   | 4                                   | Liga EBA                            | 8.°                                 | –                                   |
| 2006–07   | 4                                   | Liga EBA                            | 2.°                                 | Play off de ascenso                 |
| 2007–08   | 4                                   | LEB Bronce                          | 3.°                                 | Ascenso                             |
| 2008–09   | 3                                   | LEB Plata                           | 15.°                                | Descenso                            |
| 2009–10   | 3                                   | LEB Plata                           | 10.º                                | –                                   |
| 2010–11   | 3                                   | LEB Plata                           | 11.º                                | –                                   |
| 2011-12   | 3                                   | LEB Plata                           | 7.º                                 | Ascenso                             |
| 2012-13   | 2                                   | LEB Oro                             | 9.º                                 | Play off de ascenso                 |
| 2013-14   | 2                                   | LEB Oro                             | 6.º                                 | Play off de ascenso                 |
| 2014-15   | 2                                   | LEB Oro                             | 10.º                                | –                                   |
| 2015-16   | 2                                   | LEB Oro                             | 5.º                                 | Play off de ascenso                 |
| 2016-17   | 2                                   | LEB Oro                             | 6.º                                 | Play off de ascenso                 |
| 2017-18   | 2                                   | LEB Oro                             | 8.º                                 | Play off de ascenso                 |
| 2018-19   | 2                                   | LEB Oro                             | 12.º                                | –                                   |
| 2019-20   | 2                                   | LEB Oro                             | 3.º                                 | No hubo Play off de ascenso         |
| 2020-21   | 2                                   | LEB Oro                             | 3.º                                 | Play off de ascenso                 |
| 2021-22   | 2                                   | LEB Oro                             | 7.º                                 | Play off de ascenso                 |
| 2022-23   | 2                                   | LEB Oro                             | 3.º                                 | Play off de ascenso                 |
| 2023–24   | 2                                   | LEB Oro                             | 1.°                                 | Ascenso                             |
| 2024-25   | 1                                   | Liga ACB                            | 18.º                                | Descenso                            |

## Entrenadores
| - Javier Díaz-Castroverde Núñez (1996-1999) - Juan Díaz Vázquez (1999-2002) - Miguel Ángel Hoyo (2002-2003) - Javier Rodríguez (2003-2004) - Nacho Rama (2004-2005) - Antonio Pérez Caínzos (2005-2012) - Antonio Herrera Cabello (2012-2013) - Tito Díaz (2013-2017) - Gustavo Aranzana (2017-2019) - Sergio García Martín (2019-2022) - Diego Epifanio (2022-2025) - Carles Marco (desde 2025) |

## Directiva
- Presidente: Pablo De Amallo
- Vocales: Ángel Fernández Corral, Felipe Fernández Rivadulla, Carlos López Cachaza, Alberto Méndez Dávila, Enrique Muñoz Lagarón, Juan Pablo Otero González-Dans y Miguel Valín Pardo.

## Palmarés
Palmarés Club Básquet Coruña:
| Veces ganado | Título       | Año  |
| 1            | Copa Galicia | 1996 |
| 1            | Copa Landolt | 2018 |
| 1            | LEB Oro      | 2024 |